# Simplemente la verdad
Simplemente la verdad es el título del décimo álbum de estudio grabado por el cantautor ítalo-venezolano Franco De Vita, Fue lanzado al mercado bajo el sello discográfico Sony BMG Norte el 23 de septiembre de 2008.
En el cual celebra sus 25 años de carrera artística. El álbum Simplemente la vida fue producido y dirigido por el propio artista y co-producido por William Sigimondi, Luis Romero, Pedro Alfonso, Ceferino Cabán, Dan Warner y Lee Levin.
Contiene 10 canciones inéditas, cuya temática gira en torno a dos cosas: El amor y la verdad. Respecto al título, asegura Franco De Vita: "Seguiré luchando por la verdad, y para decir a los niños que la verdad, la autenticidad, lo genuino es lo que hay que proteger y preservar".
En este material discográfico se desprenden 3 sencillos: «Mi sueño», «No sé olvida», «Cuando tus ojos me miran»
La canción «No sé olvida» fue utilizado para el tema principal de la telenovela venezolana de la cadena Venevisión Un esposo para Estela (2009-2010), protagonizada por Daniela Alvarado y Luis Gerónimo Abreu.
Este álbum es su primer trabajo de estudio en cuatro años desde Stop que data del año 2004.

## Historia
El año 2008 no fue un año más para la carrera de Franco De Vita. El talentoso cantautor ítalo-venezolano cumple 25 años en la música. Simplemente la verdad es uno de los álbumes más significativos de su carrera.
Las emociones que el cantautor ítalo-venezolano Franco De Vita quiere transmitir en su nueva producción Simplemente la verdad nacieron espontáneamente, pero responden a un trabajo de años.

## Producción y músicos
Aunque De Vita ha escrito y producido todo el material del disco (12 canciones inéditas), ha contado con colaboradores de lujo como César Sogbe, quien ha trabajado en la mezcla de sonidos para Prince, Bob Marley y Jennifer López.
En los instrumentos de percusión tuvo a Lee Levin, considerado por Billboard Magazine como uno de los bateristas más importantes del momento por su contribución a artistas como Ricky Martin, Shakira, Juan Luis Guerra, Julio Iglesias, Barbra Streisand y Bee Gees, entre otros.
En las guitarras, la tarea le fue asignada a Dan Warner, que tiene una importante experiencia como instrumentista en la música latina por sus trabajos para Celia Cruz, Ricky Martin, Gloria Estefan y Christina Aguilera.

El álbum recibió una nominación para el Premio Grammy Latino al Mejor Álbum Cantautor en la 10°. edición de los Premios Grammy Latinos celebrada el jueves 5 de noviembre de 2009.

## Lista de canciones
Todas las canciones escritas y compuestas por Franco De Vita. 
| Simplemente la verdad |                                            |                |          |  |
| N.º                   | Título                                     | Escritor(es)   | Duración |  |
| 1.                    | «Simplemente la verdad»                    | Franco De Vita | 5:00     |  |
| 2.                    | «Si un día te vuelvo a ver»                | Franco De Vita | 4:20     |  |
| 3.                    | «Mi sueño»                                 | Franco De Vita | 3:53     |  |
| 4.                    | «Probablemente»                            | Franco De Vita | 3:40     |  |
| 5.                    | «Cuando tus ojos me miran»                 | Franco De Vita | 4:55     |  |
| 6.                    | «No se olvida»                             | Franco De Vita | 4:05     |  |
| 7.                    | «Callo»                                    | Franco De Vita | 4:21     |  |
| 8.                    | «Palabras del corazón»                     | Franco De Vita | 3:54     |  |
| 9.                    | «Cántame»                                  | Franco De Vita | 3:55     |  |
| 10.                   | «10 años y un día»                         | Franco De Vita | 8:14     |  |
| 11.                   | «Cuando tus ojos me miran (Version Libre)» | Franco De Vita | 5:34     |  |
| 51:51                 |                                            |                |          |  |